# Saul
A Saul héber eredetű férfinév, jelentése: kért, kiesdeklett.

## Gyakorisága
Az 1990-es években szórványos név, a 2000-es években nem szerepel a 100 leggyakoribb férfinév között.

## Névnapok
- január 25.[2]
- október 20.[2]

## Híres Saulok
„Saul” utónevű személyek szócikkeinek listája a Wikidata alapján